# Islotes Moines
Islotes Moines (en francés: Îlots des Moines; en corso: isuli di i Monachi) son un pequeño grupo de islas situadas a unos 3,5 km al suroeste de Cabo Roccapina en el departamento de Corse-du-Sud (Córcega del sur). Ellos son parte de la Reserva Natural de Bonifacio, y de la Región de Córcega, al sureste del país europeo de Francia.
El grupo de islas es reconocible por un faro construido en la orilla suroeste del arrecife, a 4 km de la costa. El faro de los monjes (feu des Moines) es una torre circular con una altura de 31 metros de altura, cuya base es de color negro y con una parte superior que es de color amarillo.